# Xã Pomroy, Quận Itasca, Minnesota
Xã Pomroy (tiếng Anh: Pomroy Township) là một xã thuộc quận Itasca, tiểu bang Minnesota, Hoa Kỳ. Năm 2010, dân số của xã này là 39 người.